# 曾安業
曾安業，BBS（Tsang On Yip, Patrick，1971年—） 香港親政府陣營（商界親中派）政治人物、商界人士、投資銀行家，周大福企業行政總裁，聯合醫務集團丶佐丹奴主席及非執行董事，有線寬頻副主席及執行董事。鄭裕彤家族成員，是鄭裕彤的外孫女婿，鄭家純侄女孫詠怡的丈夫，弟弟為城巴高級企業傳訊及市務經理曾安迪。

## 個人事業
曾安業為香港資深投資銀行家及企業家，美國紐約哥倫比亞大學哥倫比亞學院經濟學學士學位，目前擔任鄭氏家族私人投資旗艦周大福企業行政總裁兼董事。曾安業曾於2003年至2012年任職德意志銀行香港分行，任職董事總經理，主管亞洲固定收益資本市場業務。
自2012 年以來，曾安業一直是周大福企業的唯一行政總裁。2024年9月，鄭家純任命兒子鄭志亮為家族私人投資公司周大福企業的聯席行政總裁，與曾安業和何智恒共同領導。鄭志亮負責公司在北亞地區的投資，曾安業負責美澳歐投資，何智恒則負責周大福企業的公司功能和營運。

## 政治參與
在2016年，他成為香港特別行政區選舉委員會香港僱主聯合會委員。在2016年的選舉委員會界別分組選舉中，他自動當選。之後，他有份提名林鄭月娥參與2017年香港行政長官選舉。
在2021年9月，他當選成為香港特別行政區選舉委員會委員，有份提名李家超參與2022年香港行政長官選舉。
曾安業於2023年獲香港特區政府頒授銅紫荊星章。

## 馬主生涯
自2023-2024馬季開始，曾安業加入香港賽馬會馬主行列，名下馬匹包括「齊上班」、「長勝金剛」、「長勝隊長」、「開心老闆」。

## 公職
- 香港特別行政區選舉委員會委員及青年發展委員會委員
- 香港僱主聯合會副主席
- 香港數碼港管理有限公司董事
- 團結香港基金顧問
- 中國人民政治協商會議第十四屆北京市委員會委員
- 香港城市大學顧問委員會成員
- 香港理工大學顧問委員會成員
- 香港新聞工作者聯會名譽會長